# Чемпіонат ФРН з футболу 1970—1971: Бундесліга
Сезон Бундесліги 1970–1971 був восьмим сезоном в історії Бундесліги, найвищого дивізіону футбольної першості ФРН. Він розпочався 15 серпня 1970 і завершився 5 червня 1971 року. Діючим чемпіоном країни була «Боруссія» (Менхенгладбах), яка захистили свій чемпіонський титул, на два турнірних очки відірвавшись від найближчого переслідувача, мюнхенської «Баварії».

## Формат змагання
Кожна команда грала з кожним із суперників по дві гри, одній вдома і одній у гостях. Команди отримували по два турнірні очки за кожну перемогу і по одному очку за нічию. Якщо дві або більше команд мали однакову кількість очок, розподіл місць між ними відбувався за різницею голів, а за їх рівності — за кількістю забитих голів. Команда з найбільшою кількістю очок ставала чемпіоном, а дві найгірші команди вибували до Регіоналліги.

## Зміна учасників у порівнянні з сезоном 1969–70
«Мюнхен 1860» і «Алеманія» (Аахен) за результатами попереднього сезону вибули до Регіоналліги, фінішувавши на двох останніх місцях турнірної таблиці попереднього сезону. На їх місце до вищого дивізіону підвищилися «Армінія» (Білефельд) і «Кікерс» (Оффенбах), що виграли свої групи плей-оф.

## Огляд сезону
«Боруссія» (Менхенгладбах) успішно захистила чемпіонський титул, завойований роком раніше. «Баварія» (Мюнхен) фінішувала на другій позиції, а також обіграла «Кельн» у фіналі національного кубка, кваліфікувавшись до Кубка володарів кубків. Таким чином місце «Баварії» у щойно започаткованому Кубку УЄФА відійшло «Кельну». До Регіоналліги за результатами сезону понизилися у класі «Кікерс» (Оффенбах) і «Рот-Вайс» (Ессен).

### Скандал з договірними матчами
6 червня 1971 року голова правління «Кікерс» (Оффенбах) Горст-Грегоріо Канеллас на святкуванні свого 50-річчя програв перед присутніми, серед яких були очільник національної команди Гельмут Шен, керівники Німецького футбольного союзу і представники ЗМІ, аудіозаписи, які підтверджували факти договірних матчів. Невдовзі футбольний союз розпочав розслідування цих фактів. Було доведено, що результати 18 матчів були завчасно домовлені, включаючи більшість матчів, у яких вирішувалася доля команд, що боролися за збереження місця у Бундеслізі. Загалом гроші від забезпечення необхідних результатів матчів отримували понад 60 гравців з десяти команд, і сукупний бюджет таких виплат перевищував мільйон марок ФРН. Утім остаточні вердикти були оголошені лише після початку наступного сезону, тож усі договірні матчі залишилися зарахованими у статистику сезону і вплинули на розстановку команд у його підсумковій турнірній таблиці.

## Команди-учасниці
| Клуб                            | Стадіон               | Вміщує  |
| ------------------------------- | --------------------- | ------- |
| «Герта» (Берлін)                | Олімпіаштадіон        | 100,000 |
| «Армінія» (Білефельд)           | Білефельд Альм        | 32,000  |
| «Айнтрахт» (Брауншвейг)         | Айнтрахтштадіон       | 38,000  |
| «Вердер»                        | Везерштадіон          | 32,000  |
| «Боруссія» (Дортмунд)           | Роте Ерде             | 30,000  |
| «Дуйсбург»                      | Ведауштадіон          | 38,500  |
| «Рот-Вайс» (Ессен)              | Георг-Мельхес-Штадіон | 40,000  |
| «Айнтрахт» (Франкфурт-на-Майні) | Вальдштадіон          | 87,000  |
| «Гамбург»                       | Фолькспаркштадіон     | 80,000  |
| «Ганновер 96»                   | АВД-Арена             | 86,000  |
| «Кайзерслаутерн»                | Бетценберг            | 42,000  |
| «Кельн»                         | Рейн Енергі Штадіон   | 76,000  |
| «Боруссія» (Менхенгладбах)      | Бекельбергштадіон     | 34,500  |
| «Баварія» (Мюнхен)              | Грюнвальдер           | 44,300  |
| «Рот-Вайс» (Обергаузен)         | Нідеррайнштадіон      | 30,000  |
| «Кікерс» (Оффенбах)             | Біберер-Берг          | 30,000  |
| «Шальке 04»                     | Глюкауф-Кампфбан      | 35,000  |
| «Штутгарт»                      | Мерседес-Бенц Арена   | 53,000  |

## Турнірна таблиця
| Поз | Команда                         | І  | В  | Н  | П  | ГЗ | ГП | РГ  | О  | Кваліфікація або пониження                    |
| --- | ------------------------------- | -- | -- | -- | -- | -- | -- | --- | -- | --------------------------------------------- |
| 1   | «Боруссія» (Менхенгладбах) (C)  | 34 | 20 | 10 | 4  | 77 | 35 | +42 | 50 | Перший раунд Кубка чемпіонів 1971—1972        |
| 2   | «Баварія» (Мюнхен)              | 34 | 19 | 10 | 5  | 74 | 36 | +38 | 48 | Перший раунд Кубка володарів кубків 1971—1972 |
| 3   | «Герта» (Берлін)                | 34 | 16 | 9  | 9  | 61 | 43 | +18 | 41 | Перший раунд Кубка УЄФА 1971—1972             |
| 4   | «Айнтрахт» (Брауншвейг)         | 34 | 16 | 7  | 11 | 52 | 40 | +12 | 39 | Перший раунд Кубка УЄФА 1971—1972             |
| 5   | «Гамбург»                       | 34 | 13 | 11 | 10 | 54 | 63 | −9  | 37 | Перший раунд Кубка УЄФА 1971—1972             |
| 6   | «Шальке 04»                     | 34 | 15 | 6  | 13 | 44 | 40 | +4  | 36 |                                               |
| 7   | «Дуйсбург»                      | 34 | 12 | 11 | 11 | 43 | 47 | −4  | 35 |                                               |
| 8   | «Кайзерслаутерн»                | 34 | 15 | 4  | 15 | 54 | 57 | −3  | 34 |                                               |
| 9   | «Ганновер 96»                   | 34 | 12 | 9  | 13 | 53 | 49 | +4  | 33 |                                               |
| 10  | «Вердер»                        | 34 | 11 | 11 | 12 | 41 | 40 | +1  | 33 |                                               |
| 11  | «Кельн»                         | 34 | 11 | 11 | 12 | 46 | 56 | −10 | 33 | Перший раунд Кубка УЄФА 1971—1972             |
| 12  | «Штутгарт»                      | 34 | 11 | 8  | 15 | 49 | 49 | 0   | 30 |                                               |
| 13  | «Боруссія» (Дортмунд)           | 34 | 10 | 9  | 15 | 54 | 60 | −6  | 29 |                                               |
| 14  | «Армінія» (Білефельд)           | 34 | 12 | 5  | 17 | 34 | 53 | −19 | 29 |                                               |
| 15  | «Айнтрахт» (Франкфурт-на-Майні) | 34 | 11 | 6  | 17 | 39 | 56 | −17 | 28 |                                               |
| 16  | «Рот-Вайс» (Обергаузен)         | 34 | 9  | 9  | 16 | 54 | 69 | −15 | 27 |                                               |
| 17  | «Кікерс» (Оффенбах) (R)         | 34 | 9  | 9  | 16 | 49 | 65 | −16 | 27 | Пониження у класі до Регіоналліги             |
| 18  | «Рот-Вайс» (Ессен) (R)          | 34 | 7  | 9  | 18 | 48 | 68 | −20 | 23 | Пониження у класі до Регіоналліги             |

1. ↑  Оскільки «Баварія» (Мюнхен) кваліфікувалася до Кубка володарів кубків, її місце у  Кубку УЄФА перейшло до фіналіста національного Кубка «Кельна».

## Результати
| Команда                         | ГЕР | АРМ | АЙБ | ВЕР | БРД | ДУЙ | РВЕ | АЙФ | ГАМ | ГАН | КАЙ | КЕЛ | БРМ | БАВ | РВО | КІК | Ш04 | ШТТ |
| ------------------------------- | --- | --- | --- | --- | --- | --- | --- | --- | --- | --- | --- | --- | --- | --- | --- | --- | --- | --- |
| «Герта» (Берлін)                | —   | 0–1 | 1–0 | 3–1 | 5–2 | 3–1 | 1–1 | 6–2 | 2–0 | 0–0 | 5–3 | 3–2 | 4–2 | 3–3 | 3–1 | 3–1 | 2–1 | 2–0 |
| «Армінія» (Білефельд)           | 1–1 | —   | 0–1 | 3–0 | 2–3 | 0–0 | 0–0 | 1–0 | 1–1 | 3–1 | 2–1 | 1–0 | 0–2 | 1–0 | 2–1 | 2–0 | 0–3 | 1–0 |
| «Айнтрахт» (Брауншвейг)         | 2–1 | 3–2 | —   | 1–0 | 3–0 | 5–0 | 1–0 | 2–0 | 4–1 | 0–4 | 2–0 | 3–1 | 1–1 | 1–1 | 1–1 | 3–0 | 3–3 | 4–0 |
| «Вердер»                        | 0–0 | 4–1 | 2–0 | —   | 3–1 | 0–2 | 1–1 | 1–0 | 2–2 | 0–0 | 1–1 | 1–1 | 1–1 | 0–1 | 2–0 | 3–1 | 0–1 | 3–1 |
| «Боруссія» (Дортмунд)           | 3–1 | 3–0 | 1–1 | 0–1 | —   | 5–1 | 7–2 | 3–0 | 1–1 | 2–2 | 0–2 | 0–0 | 3–4 | 0–0 | 2–0 | 1–1 | 1–2 | 3–1 |
| «Дуйсбург»                      | 1–0 | 4–1 | 0–0 | 3–1 | 4–3 | —   | 1–0 | 3–1 | 2–2 | 3–2 | 1–1 | 0–0 | 1–1 | 2–0 | 2–2 | 2–2 | 1–0 | 1–0 |
| «Рот-Вайс» (Ессен)              | 0–3 | 2–1 | 0–1 | 2–2 | 0–1 | 1–1 | —   | 2–0 | 1–3 | 2–0 | 4–0 | 2–0 | 1–2 | 3–1 | 3–3 | 2–3 | 1–3 | 1–1 |
| «Айнтрахт» (Франкфурт-на-Майні) | 1–3 | 1–1 | 5–2 | 0–2 | 2–0 | 0–0 | 3–2 | —   | 0–0 | 2–1 | 3–2 | 1–1 | 1–4 | 0–1 | 5–0 | 3–0 | 1–0 | 1–0 |
| «Гамбург»                       | 0–0 | 3–2 | 2–1 | 1–1 | 2–1 | 2–0 | 2–1 | 3–0 | —   | 1–0 | 5–2 | 2–0 | 2–2 | 1–5 | 0–0 | 3–2 | 1–2 | 1–0 |
| «Ганновер 96»                   | 1–1 | 2–0 | 1–0 | 0–3 | 4–1 | 3–3 | 3–1 | 1–2 | 0–3 | —   | 2–1 | 2–0 | 1–1 | 2–2 | 1–2 | 1–1 | 3–0 | 3–0 |
| «Кайзерслаутерн»                | 2–0 | 3–0 | 0–1 | 2–1 | 1–0 | 3–0 | 5–2 | 2–0 | 2–0 | 2–1 | —   | 0–0 | 0–1 | 2–1 | 4–1 | 4–0 | 2–0 | 0–5 |
| «Кельн»                         | 3–2 | 2–0 | 3–1 | 1–1 | 2–2 | 2–1 | 3–2 | 0–0 | 3–0 | 0–1 | 1–2 | —   | 3–2 | 0–3 | 2–4 | 4–2 | 2–0 | 2–1 |
| «Боруссія» (Менхенгладбах)      | 4–0 | 0–2 | 3–1 | 0–2 | 3–2 | 1–0 | 4–3 | 5–0 | 3–0 | 0–0 | 5–0 | 1–1 | —   | 3–1 | 6–0 | 2–0 | 2–0 | 4–1 |
| «Баварія» (Мюнхен)              | 1–0 | 2–0 | 4–1 | 2–1 | 1–1 | 2–1 | 2–2 | 2–1 | 6–2 | 4–1 | 3–1 | 7–0 | 2–2 | —   | 4–2 | 0–0 | 3–0 | 1–0 |
| «Рот-Вайс» (Обергаузен)         | 1–1 | 4–2 | 1–0 | 3–0 | 0–1 | 0–2 | 0–0 | 0–0 | 8–1 | 4–3 | 4–2 | 2–2 | 0–2 | 0–4 | —   | 2–2 | 4–1 | 1–2 |
| «Кікерс» (Оффенбах)             | 1–0 | 5–0 | 0–2 | 2–1 | 3–0 | 2–0 | 1–2 | 0–2 | 3–3 | 1–5 | 2–2 | 4–1 | 1–3 | 1–1 | 3–2 | —   | 0–1 | 3–3 |
| «Шальке 04»                     | 0–1 | 0–1 | 1–0 | 0–0 | 0–0 | 1–0 | 4–1 | 4–1 | 3–1 | 3–0 | 2–0 | 2–2 | 0–0 | 1–3 | 2–0 | 1–2 | —   | 2–1 |
| «Штутгарт»                      | 1–1 | 1–0 | 1–1 | 3–0 | 6–1 | 1–0 | 5–1 | 2–1 | 3–3 | 1–2 | 2–0 | 1–2 | 1–1 | 1–1 | 2–1 | 1–0 | 1–1 | —   |

1. ↑  Гра «Боруссії» (Менхенгладбах) проти бременського «Вердера» 3 квітня 1971 року була перервана після 88 хвилин матчу за рахунку 1–1 через зламану стійку воріт. Оскільки команда-господар не змогла забезпечити своєчасну заміну каркаса воріт, гру було скасовано, а згодом «Боруссії» було зараховано поразку 0–2[4][5].

## Найкращі бомбардири
24 голи
- Лотар Коблун («Рот-Вайс» (Обергаузен))

22 голи
- Герд Мюллер («Баварія» (Мюнхен))
- Карл-Гайнц Фогт («Кайзерслаутерн»)

20 голів
- Лоренц Горр («Герта» (Берлін))
- Герберт Лаумен («Боруссія» (Менхенгладбах))

19 голів
- Юпп Гайнкес («Боруссія» (Менхенгладбах))
- Фердінанд Келлер («Ганновер 96»)
- Віллі Ліппенс («Рот-Вайс» (Ессен))

18 голів
- Лотар Ульзас («Айнтрахт» (Брауншвейг))

15 голів
- Клаус Фішер («Шальке 04»)
- Гартмут Вайсс («Штутгарт»)

## Склад чемпіонів
| «Боруссія» (Менхенгладбах) |
| --- |
| Воротар: Вольфганг Клефф (34). Захисники: Людвіг Мюллер (34 / 2); Берті Фогтс (34 / 1); Клаус-Дітер Зілофф (33 / 6); Гайнц Віттманн (20); Гартвіг Бляйдік (16). Півзахисники: Гюнтер Нетцер (32 / 9); Петер Дітріх (28 / 3); Герберт Віммер (26 / 3); Райнер Бонгоф (11 / 1); Ганс-Юрген Влока (11). Нападники: Горст Кеппель (34 / 9); Юпп Гайнкес (33 / 19); Герберт Лаумен (31 / 20); Ульрік ле Февр (31 / 3). (кількість ігор і голів наведені у дужках) Головний тренер: Геннес Вайсвайлер. Були у заявці, але не виходили на поле протягом чемпіонату: Бернд Шраге; Вернер Адлер. |